# Qin (Staat)

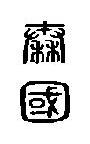
Qin Guo – Staat von Qin – Kleine Siegelschrift (220 v. Chr.)

Qin, nach Unger und Stange Ts’in (chinesisch 秦, Pinyin Qín, W.-G. Ch’in; 778 v. Chr. – 207 v. Chr.), war ein Fürstentum und später souveränes Königreich in China während der Westlichen Zhou-Dynastie, der Zeit der Frühlings- und Herbstannalen sowie in der Zeit der Streitenden Reiche. Der Staat Qin verfolgte eine expansive Politik, die dazu führte, dass er ganz China zum ersten Mal vereinte und die aus ihm stammende Qin-Dynastie das chinesische Kaiserreich begründete. Der Ahnenname des Hauses Qin lautet Yíng – 嬴, der Clanname: Zhao.

## Geschichte

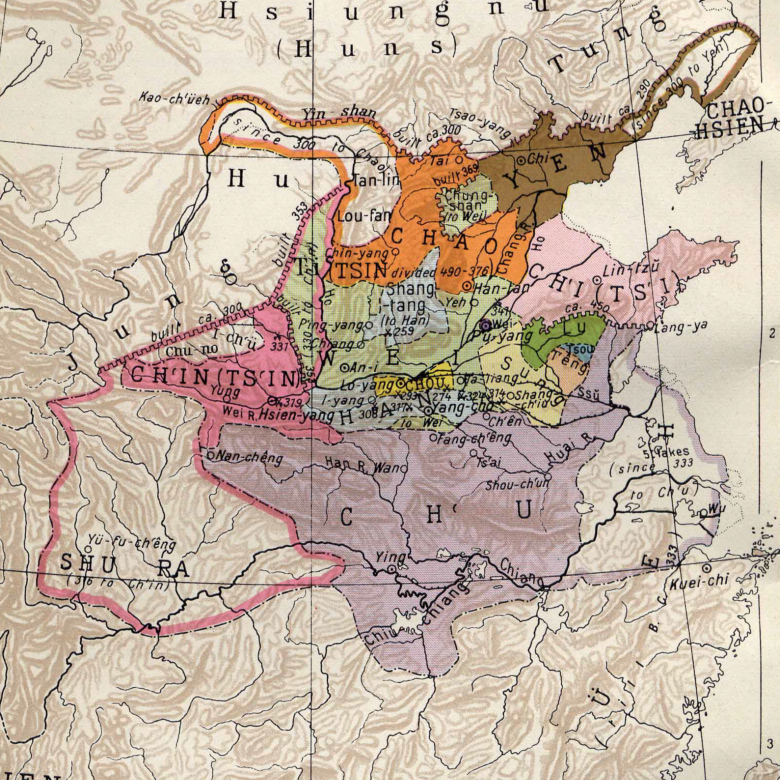
Qin und die Streitenden Reiche 350 v. Chr.
Qin rosafarben im Westen der Karte

Für lange Zeit war der Staat Qin das mächtigste unter den sieben Königreichen Chinas (Qi, Chu, Han, Yan, Zhao, Wei und Qin selbst). Sein Aufstieg begann mit der Ernennung des Qin-Oberhauptes zum Gong (deutsch: Herzog) durch den Wang der Zhou (König der Zhou-Dynastie: das nominelle Oberhaupt Chinas), da dieser 771 v. Chr. vor einer Barbarenarmee aus seiner Hauptstadt fliehen musste. Der Qin-Herrscher gewährte dem König Schutz sowie eine militärische Eskorte und gewann so die Dankbarkeit der Zhou.
Der Machtbereich der Qin wuchs stetig im Verlauf der Jahrhunderte an, gegründet auf den außergewöhnlichen Fleiß und den Ehrgeiz seiner Einwohner. Die Gongs der Qin ergriffen zahlreiche Maßnahmen um ihren Staat – ganz im Westen des Landes gelegen – auszubauen und dessen Lage zu verbessern. Dazu begannen sie großangelegte öffentliche Arbeiten, wie etwa ein vorbildliches Netz aus Bewässerungskanälen und große Verteidigungsmauern gegen Überfälle von Barbaren und feindlichen Ländern. Es ist interessant zu vermerken, dass die Qin eigentlich ein halbbarbarisches Volk waren, also Teile seiner Bevölkerung wahrscheinlich vom nichtchinesischen Nomadenstamm der Rong abstammten. Die Sinisierung fremder Völker sollte eine konsequente Konstante in der gesamten chinesischen Geschichte bleiben, auch wenn man die Qin sicherlich nicht als Fremdvolk betrachten darf. Dennoch führte dieser Faktor dazu, dass die anderen chinesischen Länder das noch junge Fürstentum Qin verächtlich als primitiv und unzivilisiert betrachteten. So war Qin von Beginn an zu allen Seiten mit potentiellen Feinden konfrontiert.
Eines der wichtigsten Ereignisse in der Geschichte Qins war die Ankunft des Reformers Shang Yang. Dieser war ein überzeugter Anhänger der Staatsideologie des Legalismus. Die Legalisten vertraten den Standpunkt, dass alle Menschen von Grund auf gleich sind und dass schärfste Gesetze und strenge Strafen notwendig wären, um den Untertanen Ruhe und Ordnung zu geben. Shang Yang wurde Kanzler von Qin unter der Regierung von Gong Xiao von Qin und begann unverzüglich, den Staat nach den Vorstellungen des Legalismus in eine hocheffiziente „Herrschaftsmaschine“ umzuwandeln, deren Hauptziel die Vernichtung aller Rivalen war. Shang Yang schaffte den Feudalismus ab und führte eine Leistungsgesellschaft ein, in der nur diejenigen hohe Ränge zu erwarten hatten, die auch eine entsprechende Leistung erbrachten. Des Weiteren waren Geburtsrechte ausschließlich dem Herrscherhaus vorbehalten. Durch seine von vielen als rücksichtslos empfundenen Reformen machte sich Shang Yang Feinde am Hof, und nach dem Tod von Gong Xiao 338 v. Chr. wurde er durch eine Intrige gestürzt und später sogar getötet. Dennoch trugen die legalistische Doktrin und ihre Reformen schnell Früchte für Qin. So war kein Herrscher von Qin bereit, an diesen Reformen etwas zu ändern, sondern sie behielten sie bei und reformierten im legalistischen Geist weiter.
Am augenscheinlichsten erfolgreich waren die Reformen in der Armee. Ursprünglich wurde die Armee von Adeligen befehligt und setzte sich aus Leibeigenen zusammen. Nun konnten jedoch Generäle aus allen Gesellschaftsschichten kommen, wenn sie nur talentiert genug waren. Am wichtigsten jedoch war, dass die Armee der Qin auf eine enorme Größe anschwoll und so als effektives Instrument des Staates fungierte. Als Ergebnis der zahlreichen öffentlichen Projekte und der hoch produktiven Landwirtschaft war Qin nun in der Lage, eine Truppenstärke von angeblich etwa 600.000 1 Soldaten zu unterhalten, was die militärische Schlagkraft der anderen Reiche bei weitem übertraf. Nur der südliche Staat Chu war in der Lage, in ähnlicher Weise Truppen zu mobilisieren, und wurde so zum Hauptrivalen der Qin. Aus dieser Position der Stärke begann Qin nun, seine kleineren Nachbarn zu annektieren und eine aggressive Expansionspolitik zu betreiben. Von nun an bezeichneten sich die Gongs von Qin als Wang, als Könige. Huiwen war ab 338 v. Chr. der erste König von Qin, er war derjenige, der den Reformer Shang Yang exekutieren ließ, und profitierte nun auch als erster von dessen Neuerungen.
Im Jahr 260 v. Chr. musste ein erschrockenes China feststellen, wie ineffizient das Militär der anderen Staaten im Vergleich mit dem hochgerüsteten Qin war. In der Schlacht von Changping besiegte Qin seinen Nachbarn Zhao und soll 400.000 2 Kriegsgefangene gemacht haben. Um Zhao einzuschüchtern, ließ der Qin-General alle Gefangenen ausnahmslos hinrichten. Zhao fügte sich widerwillig in eine Allianz mit Qin. Noch heute kann man in Changping Skelette zu Tausenden finden.
In der Mitte des dritten Jahrhunderts v. Chr. wurde durch Qin ein neues Bauprojekt unternommen, das seine Vormachtstellung endgültig unantastbar machen sollte. Das Königreich Han war tief beunruhigt über die letzte Expansion der Qin nach Osten und befürchtete, bald von Qin attackiert zu werden. So ersann der König von Han den Plan, statt einer militärisch aussichtslosen Konfrontation Qin mittels eines Wasserbauprojektes zu ruinieren. Seit längerem versuchte Qin seine Produktivität durch Kanalbaumaßnahmen weiter zu erhöhen, so auch in der Region des Wei-Flusses. Der Plan des Han-Königs sah vor, den König von Qin mit Hilfe des Bauingenieurs Zheng Guo dazu zu bringen, einen Kanal zu bauen und so seine Ressourcen zu verschwenden. Die Qin stimmten dem Vorschlag von Zheng Guo zu und begannen mit dem Bau, allerdings erwies sich das Resultat als das völlige Gegenteil des Plans. Zwar verschlang das Projekt tatsächlich erhebliche Mittel, doch überanstrengte es Qin nicht wie erwartet. Im Jahr 246 v. Chr. wurde der sogenannte Zheng-Guo-Kanal eröffnet, und alle Investitionen sollten sich bezahlt machen. Der neue Kanal und die damit verbundenen Bewässerungssysteme bescherten Qin hohe Einnahmeüberschüsse, und die Region um die Qin-Hauptstadt Xianyang (unweit des heutigen Xi’an) – bekannt als das Land innerhalb der Pässe – wurde zum produktivsten und reichsten Gebiet in ganz China. Qin konnte nun schneller Truppen in den Osten senden und seine Armeen besser versorgen.
Zu diesem Zeitpunkt existierten bereits nur noch sechs weitere Königreiche, mehr war von den einst tausenden Fürstentümern der Zhou-Zeit nicht übrig geblieben. Qins Erzfeind war das Reich Chu, daneben existierten noch die mächtigen Länder der Zhao und Han als Nachbarn der Qin. Doch keines dieser Länder verfügte über eine so gut ausgebildete Armee und eine so wohlhabende Bevölkerung wie Qin. Es konnte sich zusehends als Vormacht etablieren. Im Jahr 256 v. Chr. beendete Qin die Existenz der winzigen Königsdomäne des Zhou-Königs, der immer noch nominell oberster Lehnsherr Chinas und religiöses Oberhaupt war. Fortan beanspruchte der König von Qin den Zhou-Titel des Tianzi (Sohn des Himmels) für sich und machte allen anderen Reichen damit klar, dass er die Herrschaft über ganz China beanspruchte.
Das Jahr 247 v. Chr. markiert den Anfang vom Ende der Streitenden Reiche, denn in diesem Jahr bestieg der dreizehnjährige Prinz Zheng den Thron des Königs von Qin. Siebzehn Jahre später begann er, gegründet auf die solide Vorarbeit seiner Vorgänger, mit der Eroberung Hans seinen Vernichtungskrieg gegen die anderen Königreiche. Nach äußerst heftigen Kriegen gelang es König Zheng von Qin ganz China im Jahr 221 v. Chr., nachdem sich das Reich Qi kampflos ergeben hatte, endgültig zu vereinigen. Der König begründete das chinesische Kaiserreich, nannte sich selbst Erster Kaiser (Shi Huang Di = Erster Erhabener Gott) und gründete die Qin-Dynastie.
Seine Herrscherlinie sollte nach seiner Vorstellung zehntausend Generationen regieren, es kam freilich anders. 207 v. Chr. ging Qin im Chaos des Bürgerkriegs, welcher auf den Tod des Ersten Kaisers folgte, unter.

## Zeitleiste ab der Zeit des proklamierten Königtums
- 361 v. Chr.: Gong Xiao besteigt den Thron. Shang Yang kommt aus Wei an den Qin-Hof.
- 356 v. Chr.: Shang Yang beginnt seine Reformen.
- 338 v. Chr.: Gong Xiao stirbt und König Huiwen besteigt den Thron. Er lässt Shang Yang hinrichten.
- 316 v. Chr.: Qin erobert die Shu-Region.
- 293 v. Chr.: Qin zerschlägt eine feindliche Koalition aus Wei und Han in der Schlacht von Yique.
- 260 v. Chr.: Qin gewinnt die Schlacht von Changping gegen Zhao.
- 256 v. Chr.: Qin setzt den Zhou-König ab und beansprucht den Titel des Himmelssohnes.
- 247 v. Chr.: Zheng, der spätere Erste Kaiser, besteigt den Thron.
- 230 v. Chr.: Han fällt.
- 228 v. Chr.: Zhao fällt.
- 225 v. Chr.: Wei fällt.
- 223 v. Chr.: Chu fällt.
- 222 v. Chr.: Yan fällt.
- 221 v. Chr.: Qi fällt. Ganz China wird geeint. Der König von Qin wird der Erste Kaiser von China.

## Liste der Herrscher von Qin
Die folgende Liste verwendet die chinesischen Titel Gong (zu deutsch: Herzog) und Wang (zu deutsch: König). Es handelt sich bei den Namen, soweit bekannt, um die postumen Herrschernamen.
1. Feizi (非子) (?–858 v. Chr., eingesetzt durch Xiao Wang)
2. Graf von Qin (秦侯, 857–848 v. Chr., Name unbekannt, Nobilitierung durch spätere Generationen)
3. Gongbo (公伯, 847–845 v. Chr.), ohne Nobilitierung
4. Zhong (嬴仲, 844–822 v. Chr.)
5. Zhuang Gong (莊公, 821–778 v. Chr., Nobilitierung durch spätere Generationen)
6. Xiang Gong (襄公, 777–766 v. Chr., erbliche Nobilitierung zu Lebzeiten)
7. Wen Gong (文公)
8. Ning Gong (寧公)
9. Wu Gong (武公)
10. De Gong (德公)
11. Xuan Gong (宣公)
12. Cheng Gong (成公)
13. Mu Gong (穆公)
14. Kang Gong (康公) : Ying Ying (罃)
15. Gong Gong (共公): Ying Dao (稻)
16. Huan Gong (桓公): Ying Rong (榮)
17. Jing Gong (景公): Ying Hou (後)
18. Ai Gong (哀公)
19. Hui Gong (惠公)
20. Dao Gong (悼公)
21. Li Gong (厲公): Ying Ci (刺)
22. Zao Gong (躁公)
23. Huai Gong (懷公)
24. Ling Gong (靈公): Ying Su (肅)
25. Jian Gong (簡公): Ying Daozi (悼子)
26. Hui Gong (II.) (惠公)
27. Chu Gong (出公)
28. Xian Gong (獻公): Ying Shiti (師隰)
29. Xiao Gong (孝公), 361 – 338 v. Chr.
30. König Huiwen (惠文王), 338 – 311 v. Chr.
31. König Wu (武王), 311 – 307 v. Chr.
32. König Zhaoxiang (昭襄王), 307 – 250 v. Chr.
33. König Xiaowen (孝文王), 250 v. Chr.
34. König Zhuangxiang (荘襄王) 250 – 246 v. Chr.
35. Kaiser Qin Shihuangdi (秦始皇帝), 246 – 210 v. Chr.
36. Kaiser Qin Er Shi Huangdi (二世皇帝), 210 – 207 v. Chr.
37. König Ziying (子嬰), 207 v. Chr.

siehe auch: Kaiser der Qin-Dynastie
Anmerkung